# تصفيات كأس العالم 1990 - أوروبا المجموعة 4
تصفيات كأس العالم 1990 أوروبا المجموعة 4 كانت مجموعة تصفيات من أوروبا لبطولة كأس العالم 1990. تكونت المجموعة من فنلندا وبطل أوروبا هولندا و‌ويلز و‌ألمانيا الغربية.
فازت هولندا بالمجموعة، وتأهلت لبطولة كأس العالم 1990. تأهلت النمسا أيضًا بصفتها أفضل وصيف.

## الترتيب
| فريق            | لعب | ف | ت | خ | له | عليه | ف.أ | نقاط |
| --------------- | --- | - | - | - | -- | ---- | --- | ---- |
| هولندا          | 6   | 4 | 2 | 0 | 8  | 2    | +6  | 10   |
| ألمانيا الغربية | 6   | 3 | 3 | 0 | 13 | 3    | +10 | 9    |
| فنلندا          | 6   | 1 | 1 | 4 | 4  | 16   | −12 | 3    |
| ويلز            | 6   | 0 | 2 | 4 | 4  | 8    | −4  | 2    |

|                 | فنلندا | هولندا | ويلز  | ألمانيا الغربية |
| --------------- | ------ | ------ | ----- | --------------- |
| فنلندا          | –      | 0 – 1  | 1 – 0 | 0 – 4           |
| هولندا          | 3 – 0  | –      | 1 – 0 | 1 – 1           |
| ويلز            | 2 – 2  | 1 – 2  | –     | 0 – 0           |
| ألمانيا الغربية | 6 – 1  | 0 – 0  | 2 – 1 | –               |

### النتائج
| فنلندا | 0 – 4   | ألمانيا الغربية                       |
| ------ | ------- | ------------------------------------- |
|        | (تقرير) | فولر 7'، 15' · ماتيوس 52' · ريدله 87' |

| هولندا    | 1 – 0   | ويلز |
| --------- | ------- | ---- |
| خوليت 82' | (تقرير) |      |

| ويلز                                   | 2 – 2   | فنلندا                   |
| -------------------------------------- | ------- | ------------------------ |
| سوندرز 16' (ركلة.) · لاتينن 40' (ه.ذ.) | (تقرير) | أكونن 9' · باتيلاينن 44' |

| ألمانيا الغربية | 0 – 0   | هولندا |
| --------------- | ------- | ------ |
|                 | (تقرير) |        |

| هولندا    | 1 – 1   | ألمانيا الغربية |
| --------- | ------- | --------------- |
| باستن 87' | (تقرير) | ريدله 68'       |

| ويلز | 0 – 0   | ألمانيا الغربية |
| ---- | ------- | --------------- |
|      | (تقرير) |                 |

| فنلندا | 0 – 1   | هولندا   |
| ------ | ------- | -------- |
|        | (تقرير) | كيفت 87' |

| فنلندا     | 1 – 0   | ويلز |
| ---------- | ------- | ---- |
| ليبونن 50' | (تقرير) |      |

| ألمانيا الغربية                                                              | 6 – 1   | فنلندا     |
| ---------------------------------------------------------------------------- | ------- | ---------- |
| مولر 12'، 80' · ليتبارسكي 47' · كلينسمان 53' · فولر 62' · ماتيوس 84' (ركلة.) | (تقرير) | ليبونن 72' |

| ويلز     | 1 – 2   | هولندا                 |
| -------- | ------- | ---------------------- |
| بوين 89' | (تقرير) | روتيس 13' · بوسمان 79' |

| هولندا                                           | 3 – 0   | فنلندا |
| ------------------------------------------------ | ------- | ------ |
| بوسمان 57' · إ. كومان 62' · ر. كومان 69' (ركلة.) | (تقرير) |        |

| ألمانيا الغربية     | 2 – 1   | ويلز     |
| ------------------- | ------- | -------- |
| فولر 25' · هسلر 48' | (تقرير) | ألين 11' |

## الهدافون
أُحرز 29 هدفًا أثناء 12 مباراة، بمعدل 2.42 هدف لكل مباراة.
4 أهداف
| - رودي فولر |

هدفان
| - ميكا ليبونن - جون بوسمان | - لوتار ماتيوس - أندرياس مولر | - كارل-هاينتس ريدله |

هدف واحد
| - ميكسو باتيلاينن - كاري أكونن - رود خوليت - ويم كيفت - إروين كومان | - رونالد كومان - غرايمي روتيس - ماركو فان باستن - مالكولم ألين - مارك بوين | - دينيسي سوندرز - توماس هسلر - يورغن كلينسمان - بيير ليتبارسكي |

هدف ذاتي
- أكي لاتينن